# Communauté de communes du Xaintois
Die Communauté de communes du Xaintois ist ein ehemaliger kommunaler Zusammenschluss (Communauté de communes) von zehn Gemeinden im Département Vosges in Lothringen.
Der Kommunalverband hatte 954 Einwohner (2007) auf 46,05 km², was einer Bevölkerungsdichte von 21 Einwohnern/km² entspricht. Damit gehörte der Verband zu den kleinsten in Lothringen. 
Sitz des Verbandes war die Gemeinde Oëlleville. Präsident des Kommunalverbandes war zuletzt Patrick Husson, der auch als Bürgermeister von Boulaincourt amtierte.
Die Mitgliedsgemeinden lagen im südlichen Saintois, einer Landschaft zwischen Madon und Vair. Der namensgleiche, größere Gemeindeverband Saintois (seit 2012 Pays du Saintois) schloss unmittelbar nördlich an und gehörte zum Département Meurthe-et-Moselle.
Der Kommunalverband entstand am 30. Dezember 1998, um die materiellen Ressourcen der kleinen Gemeinden zu bündeln und die wirtschaftliche Entwicklung zu koordinieren. 
Mit Wirkung vom 1. Januar 2014 fusionierte der Gemeindeverband mit der Communauté de communes du Pays de Mirecourt, die danach unter demselben Namen neu gegründet wurde.

## Ehemalige Mitgliedsgemeinden
| - Biécourt - Blémerey - Boulaincourt - Chef-Haut - Frenelle-la-Grande | - Frenelle-la-Petite - Oëlleville - Repel - Saint-Prancher - Totainville |